# Pedrera Berta
La pedrera Berta és una pedrera inactiva que es troba al vessant nord-oest de la Serra de Roques Blanques, entre els cims de Puig Madrona i de Puig Pedrós de l'Obac, al sud de la Riera de Rubí, als termes municipals de Sant Cugat del Vallès i El Papiol. La pedrera Berta és considerada el bressol de la mineralogia catalana i el jaciment de minerals més visitat de Catalunya.

## Història
Abans de convertir-se en pedrera, els minerals d'aquest indret s'extreien d'una mina. Es creu que van ser els ibers els primers a treballar-hi tot i que no es té constància de l'explotació de les mines de galena i plata fins a l'època romana. Des d'aquests segles i fins inicis del segle xx es creà una extensa xarxa de galeries i pous dedicats a l'extracció d'aquests minerals. El 1904 la mina era coneguda amb el nom d'Elisenda i la concessió de l'explotació estava a càrrec de Jaume Amat i Trabal. L'any 1908, amb una superfície de 10.000 metres quadrats, es traspassà a Damià Cardoner, i l'any 1921 l'explotació s'atorgà a la seva filla Berta Cardoner Bouvard, que li donarà el nom que ha arribat fins als nostres dies. Durant un treballs de perforació del cinquè nivell, una barrinada inundà les galeries i els nivells inferiors, i a partir de l'any 1922 es passà a l'extracció de pedra, primer de conglomerat montserratí, i més tard de granodiorites.
Estava previst que la pedrera, que ja ha cessat la seva activitat i que és propietat de l'Ajuntament de Sant Cugat i el Consell Comarcal del Baix Llobregat, fos restaurada un cop finalitzada la concessió a Jaime Franquesa SA, l'any 2016. La manera en què es devia portar a terme la restauració enfronta ajuntaments i l'empresa explotadora: mentre que els ajuntaments volen que es faci amb terres i runes provinents de la construcció, l'empresa Fomento de Construcciones y Contratas ho volia dur a terme amb bales procedents d'ecoparcs. Finalment una sentència legal de 2022 va paralitzar la restauració segons la voluntat de l'Ajuntament. Posteriorment els Ajuntaments es va posar d'acord per convertir la pedrera en un centre visitable d'interpretació en geologia i paisatge.

## Geologia

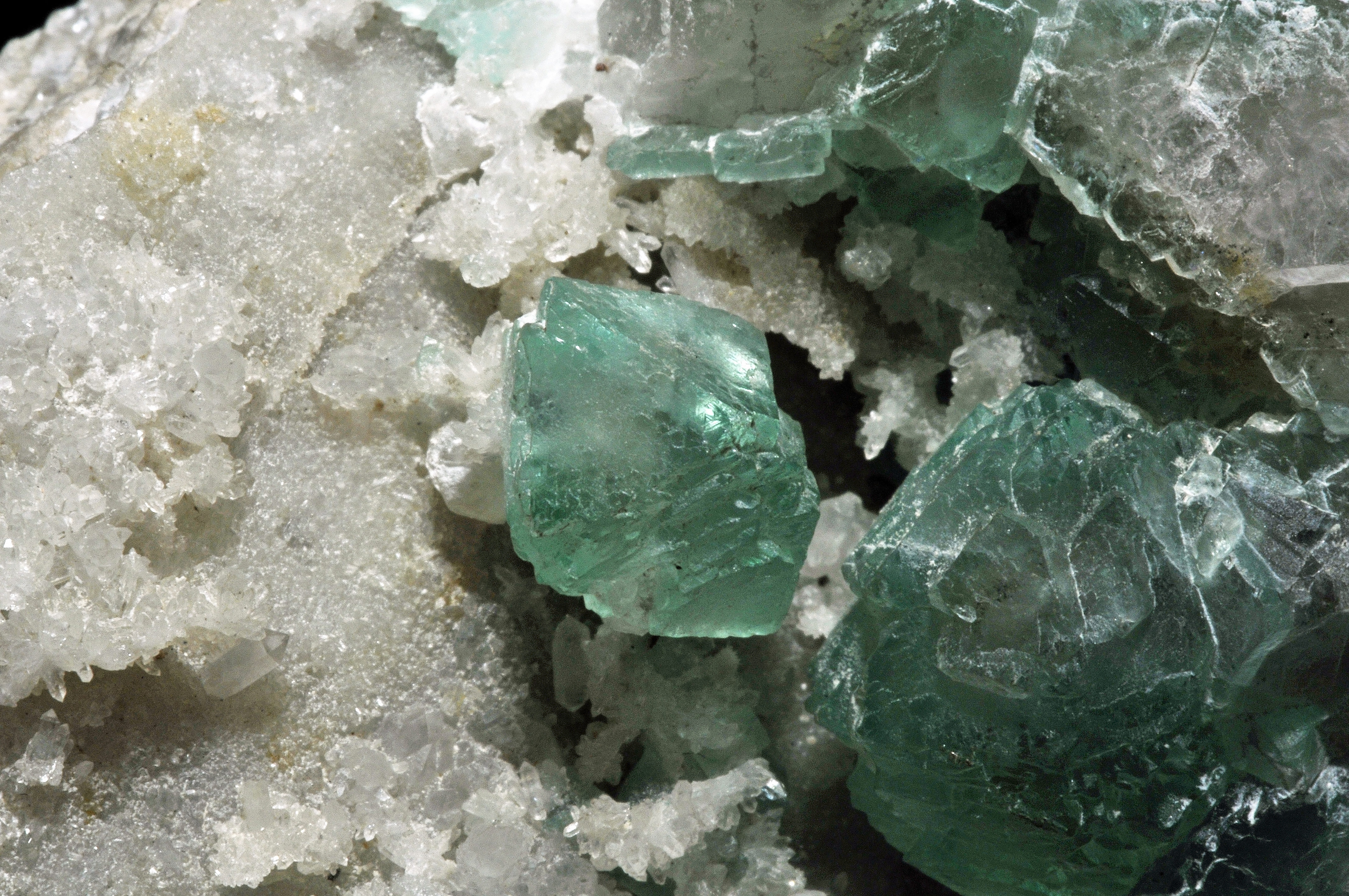
Típica fluorita octaèdrica de color verd de la Berta, sobre quars

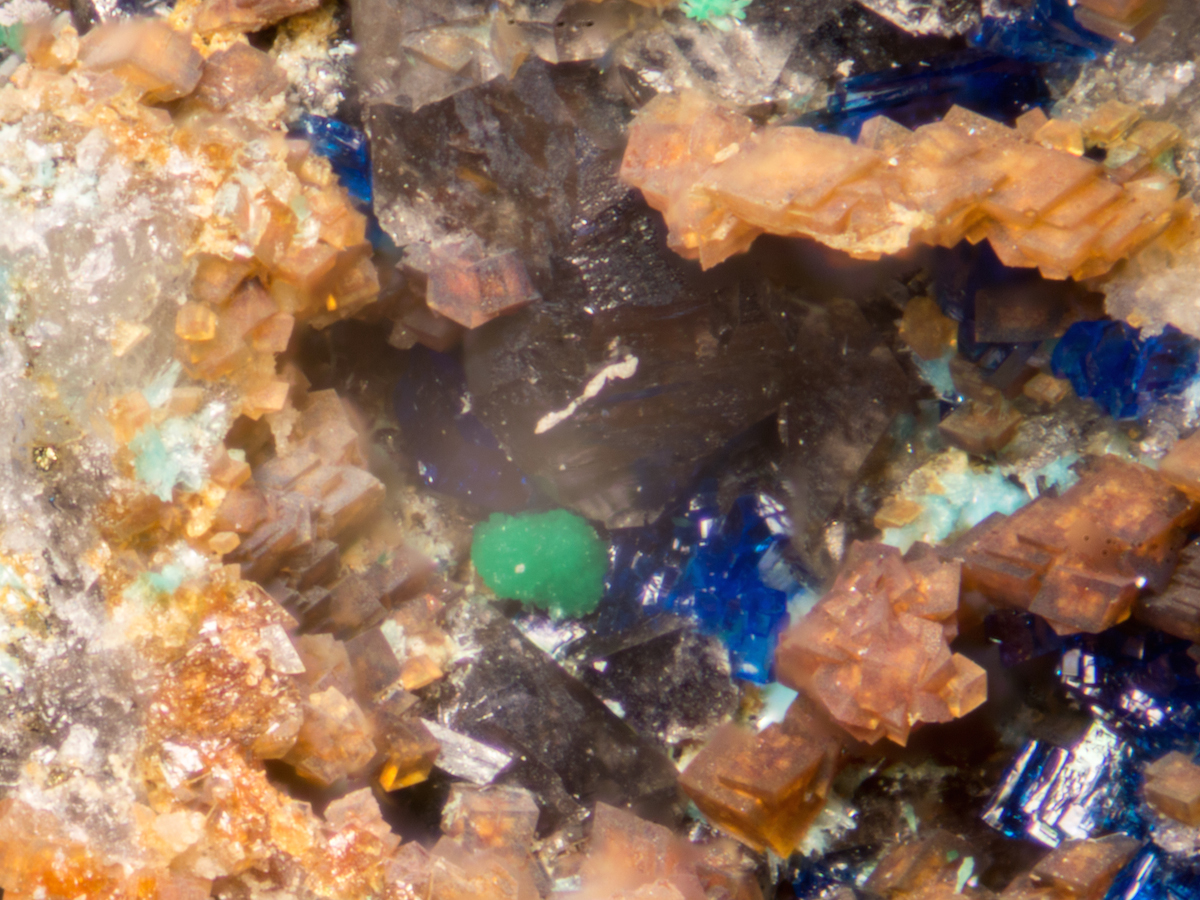
Atzurita (blau) i malaquita (verd), sobre fluorita, de la pedrera Berta

A la pedrera, es poden observar l'estructura de dos filons de fluorita massiva, sovint incolora, acompanyada de galena i esfalerita. Aquests tipus de filons són molt característics de la geologia dels Catalànids, i responen a la mineralització de fractures durant les etapes de rift desenvolupades durant el Triàsic superior i el Juràssic inferior. A la Pedrera Berta és possible observar-hi l'empremta deixada per la circulació de fluids posteriors, en forma de cristalls octaèdrics verds de fluorita, que va cristal·litzar quan un fluid de baixa salinitat (probablement aigua marina) va circular per les grans fractures al Miocè. Aquesta dinàmica de fluids encara és activa actualment, com s'observa en les nombroses fonts termals des de la Depressió de la Selva. Científicament, és l'únic jaciment on es poden trobar registrades evidències de la circulació de fluids en dues etapes ben diferents de la història geològica de Catalunya.

## Mineralogia
La Pedrera Berta és un punt de referència important degut a l'excel·lent qualitat dels exemplars de fluorita octaèdrica de color verd que hi apareixen. Tant pel seu color verd intens com per la singularitat dels seus cristalls, la "fluorita del Papiol" ha esdevingut un dels minerals més emblemàtics de la mineralogia catalana i és coneguda per col·leccionistes d'arreu del món. A la Pedrera Berta s'hi poden trobar les següents espècies minerals:
- Elements: coure, plata i sofre.
- Sulfurs: acantita, arsenopirita, bornita, calcocita, calcopirita, covellita, cubanita, esfalerita, galena, greenockita i pirita.
- Halurs: clorargirita i fluorita.
- Òxids i hidròxids: cuprita, goethita, hematites, òpal, quars i rútil.
- Nitrats i carbonats: auricalcita, atzurita, calcita, cerussita, dolomita, hidrozincita, malaquita, rodocrosita, rosasita, siderita i smithsonita.
- Sulfats: anglesita, antlerita, barita, brochantita, caledonita, calcantita, calcoalumita, cianotriquita, guix, jarosita, linarita, melanterita i wulfenita.
- Fosfats: mimetita, farmacolita, piromorfita i vanadinita.
- Silicats: albita, grossulària, halloysita, hemimorfita, microclina, moscovita, nontronita, ortoclasa i sericita.